# Виагранде
Виагранде (итал. Viagrande) је насеље у Италији у округу Катанија, региону Сицилија.
Према процени из 2011. у насељу је живело 6880 становника. Насеље се налази на надморској висини од 399 м.

## Становништво
| 1931. | 1936. | 1951. | 1961. | 1971. | 1981. | 1991. | 2001. | 2011. |
| ----- | ----- | ----- | ----- | ----- | ----- | ----- | ----- | ----- |
| 3.367 | 3.568 | 3.694 | 3.926 | 4.037 | 4.807 | 5.688 | 6.591 | 8.155 |